# Mizerykordia

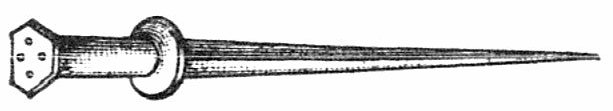
Mizerykordia

Mizerykordia (łac. misericordia ‘miłosierdzie’) – krótki, wąski sztylet służący do dobijania rannego lub konającego przeciwnika (stąd nazwa), o mocnym sztychu oraz długiej głowni przystosowanej do pchnięcia przeciwnika (coup de grâce).
Stanowiła ważną rolę w uzbrojeniu średniowiecznego rycerstwa. Używana głównie w okresie późnego średniowiecza, gdy do użytku weszły zbroje płytowe – dzięki wąskiemu ostrzu umożliwiała zadanie ciosu pomiędzy płytami pancerza w okolice pach, szyi i pachwiny. Łączyła stosunkowo niewielkie rozmiary i wysoką skuteczność bojową. W wiekach XIII – XV mizerykordię noszono obok miecza, zawieszano z prawej strony pasa, od drugiej połowy XIV w. mocowano na łańcuszku przytwierdzonym do napierśnika zbroi. Pośród mizerykordii można wyróżnić dwie grupy broni – noże bojowe o głowni jednosiecznej oraz sztylety z głownią obusieczną. Mizerykordia charakteryzowała się również motywami zdobniczymi, co według niektórych historyków odróżnia ją od puginału, aczkolwiek nie zachował się żaden egzemplarz potwierdzający tę hipotezę.